# Кароліна-Бугаз
Каролі́на-Буга́з — проміжна залізнична станція 5-го класу Одеської дирекції Одеської залізниці на лінії Одеса-Застава I — Арциз між зупинними пунктами Нагірна (0,2 км) та Лиманська (3 км). Розташована в однойменному селі Білгород-Дністровського району Одеської області.

## Історія
Станція відкрита у 1917 році. 
У 1973 році станція електрифікована змінним струмом (~25 кВ) в складі дільниці Одеса — Бугаз.

## Пасажирське сполучення
До 26 квітня 2022 року на станції зупинялися приміські електропоїзди сполученням Одеса — Білгород-Дністровський. Наразі рух приміських електропоїздів з Одеси тимчасово обмежено до станції Кароліна-Бугаз, яка є кінцевою через пошкодження підйомного мосту у Затоці, внаслідок ракетних ударів по інфраструктурі російськими окупантами. Влітку, під час курортного сезону зазвичай призначалися додаткові приміські електропоїзди, які здійснювали зупинку лише на «курортних зупинках», а тому час в дорозі до/з Одеси скорочувався до ~40 хвилин.
На станції зупинялися поїзди далекого сполучення:
- нічний швидкий поїзд «Дунай» № 146/145 Київ-Пасажирський — Ізмаїл (прямував через Одесу, Подільськ, Жмеринку, Вінницю). Вагони безпересадкового сполучення до станції Березине скасовані з 12 грудня 2021 року;
- нічний швидкий поїзд «Чорномор» № 136/135 Білгород-Дністровський — Чернівці (влітку, під час курортного сезону). Вперше маршрут руху поїзда був подовжений до станції Білгород-Дністровський влітку  2017 року. Поїзд прямував через Одесу, Подільськ, Жмеринку, Хмельницький, Тернопіль, Івано-Франківськ, Коломию;
- до 9 грудня 2017 року курсував двогрупний пасажирський поїзд Одеса — Ізмаїл / Березине, якому був скорочений маршрут руху до станції Білгород-Дністровський, проте згодом теж скасований.

## Галерея

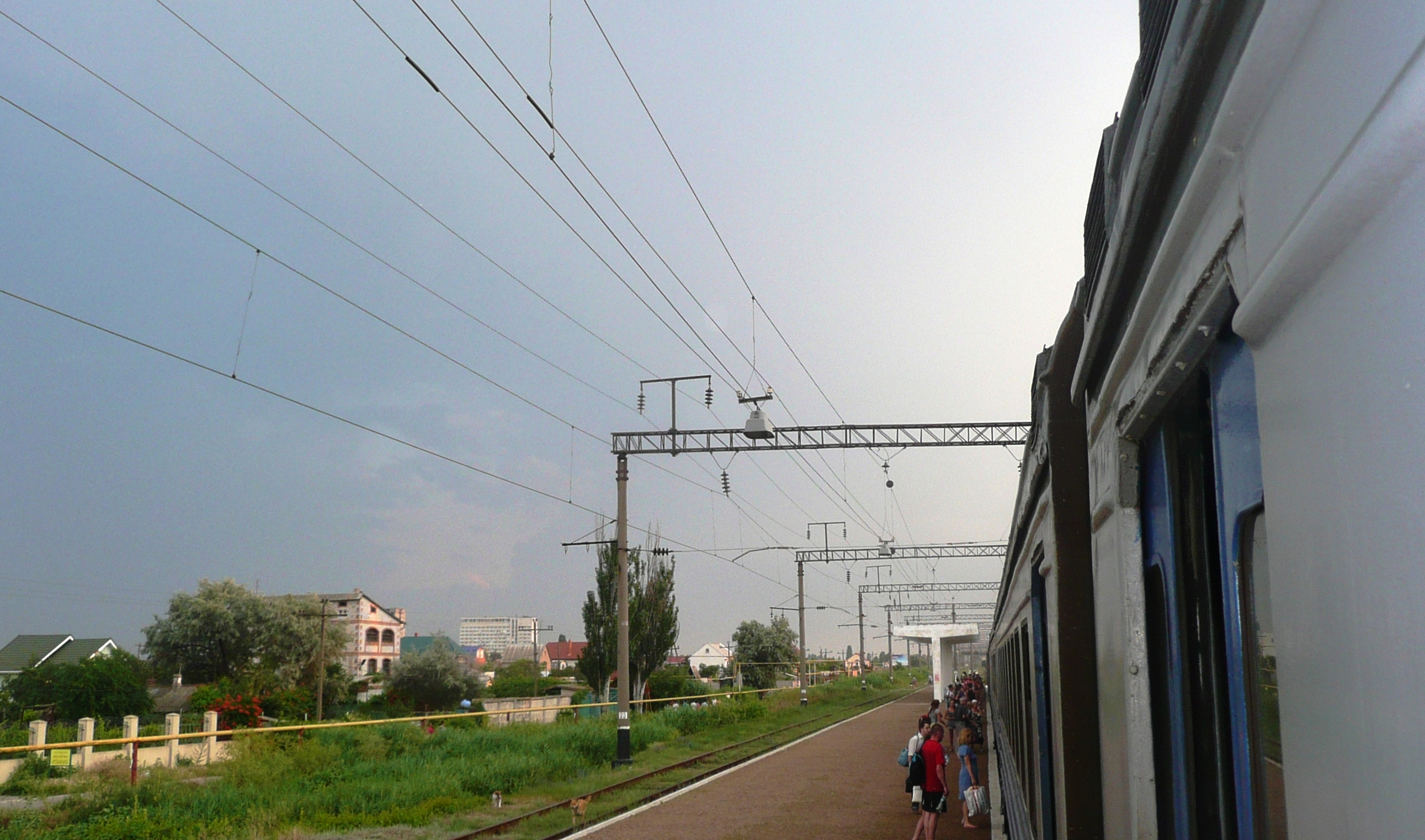
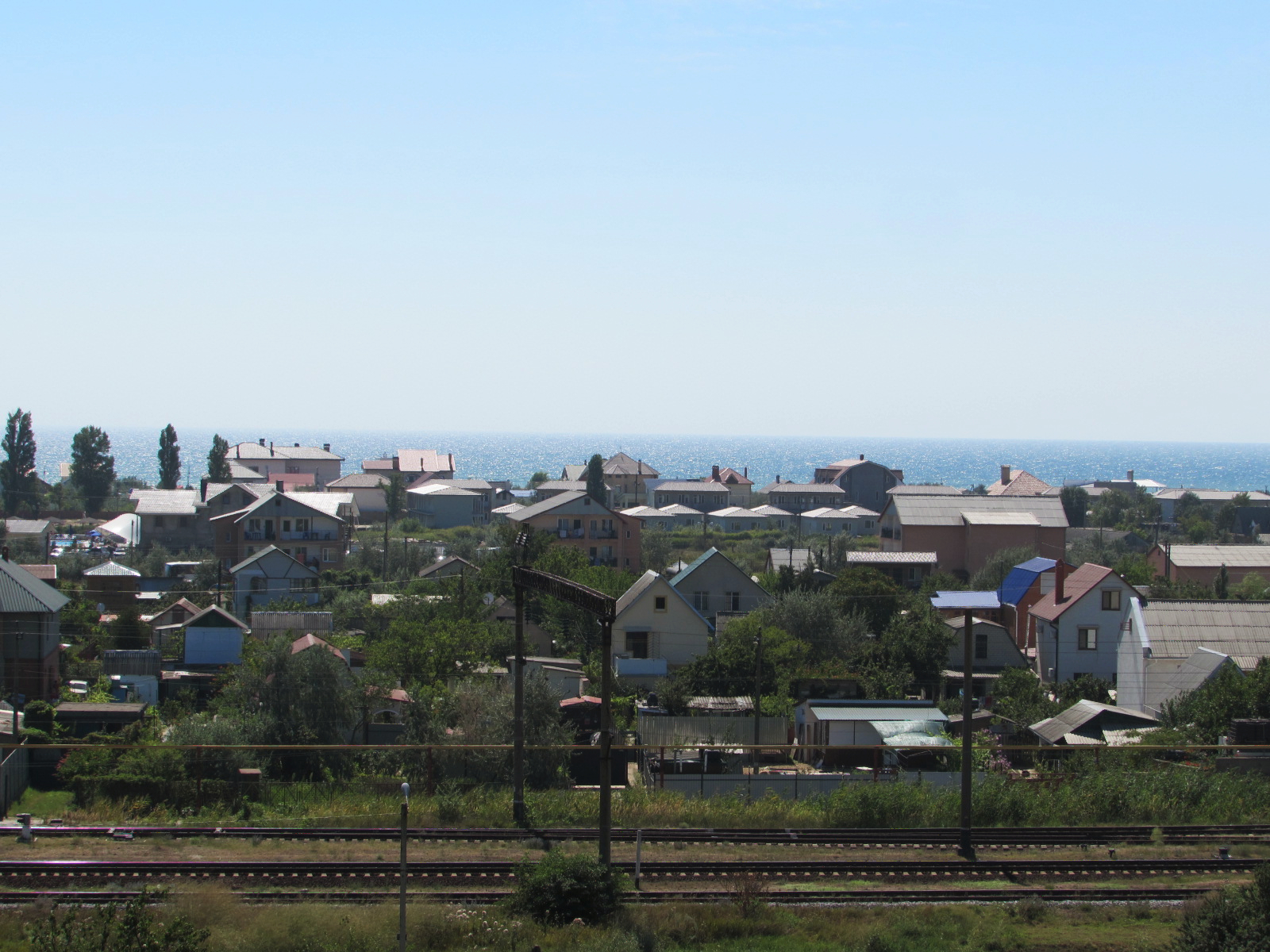
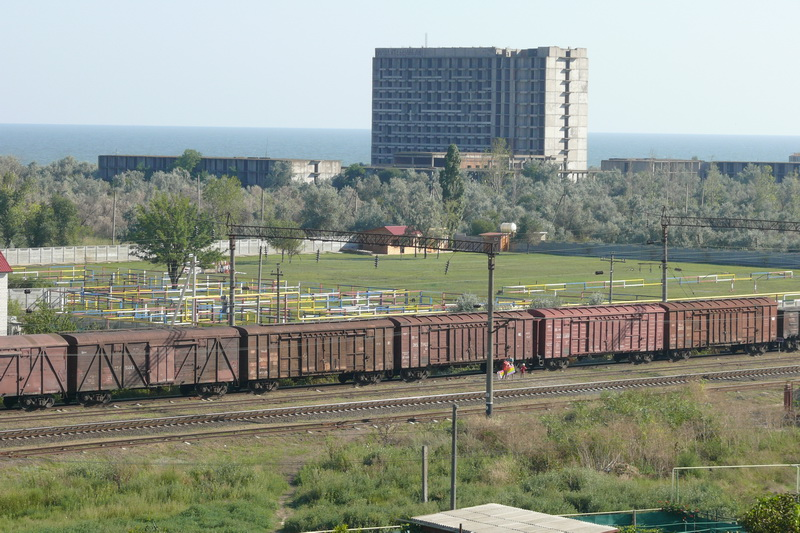